# Uroporfirinógeno descarboxilasa
La uroporfirinógeno descarboxilasa (uroporfirinógeno III descarboxilasa o UROD) es una enzima perteneciente al grupo de las liasas codificada por el gen UROD.

## Función
La uroporfirinógeno descarboxilasa es una enzima homodimérica que cataliza el quinto paso de la síntesis del grupo hemo, que se corresponde con la eliminación de grupos carboxilo de las cuatro cadenas laterales de acetato del uroporfirinógeno III para obtener coproporfirinógeno III:

## Importancia clínica
Las mutaciones de esta enzima causan porfiria cutánea tarda tipo II (familiar) y porfiria hepatoeritropoyética.

## Mecanismo
A una concentración baja de sustrato, la reacción parece seguir un orden establecido en el que se eliminan los grupos carboxilos de los anillos D, A, B y C, mientras que a una concentración mayor de sustrato, el orden parece ser aleatorio. La enzima funciona como un dímero en disolución, y tanto las enzimas humanas como las del tabaco han sido cristalizadas y resueltas en alta resolución.

La reacción catalizada por UROD.

UROD es una descarboxilasa especial, ya que cataliza la reacción sin la intervención de cofactores, necesarios en la mayoría de descarboxilasas. Se ha propuesto que su mecanismo se produzca mediante la protonación del sustrato con un residuo de arginina. En 2008 se demostró que el ratio de la reacción de UROD sin catálisis es de 10−19 s−1, por lo que a un pH de 10 la aceleración relativa en presencia de la enzima, o eficiencia enzimática, es el mayor de todas las enzimas conocidas, 6 x 1024 M−1.

Mecanismo propuesto para la reacción de la uroporfirinógeno descarboxilasa